# Radio Usora Dijaspora
Radio Usora Dijaspora je internetska radijska postaja Hrvata usorskog kraja. Emitira na hrvatskom jeziku na internetu. Programsku shemu čini glazba.

## Povijest
Postaja emitira od 21. ožujka 2011. godine.

## Vanjske poveznice
- Radio Uživo